# Johann Friedrich Schweitzer
Johann Friedrich Schweitzer, apelidado Helvétius, (nasceu em 17 de janeiro de 1630 em Köthen,Alemanha) e morreu em 29 de agosto de 1709 em Haia (Reino dos Países Baixos), mais conhecido como "Johann Friedrich Helvétius", era um alquimista, autor de livros de alquimia, botânica e medicina.

## Biografia
Schweitzer era membro de uma família Sacro Império Romano Germânico de origem antiga Suíço (Cantão de Schwyz), daí o sobrenome Schweitzer.
Ele nasceu e foi batizado em 17 de janeiro de 1630 em Köthen (Alemanha). Seus pais eram o jurista Balthazar Schweitzer e Anna Braunin.
Em 1649 ele emigrou da Alemanha para a Holanda.
Ele estudou medicina na Universidade de Harderwijk e obteve seu doutorado com uma tese sobre a praga. Até 1676, ele viveu em The Hague, após o qual ele se mudou para Amsterdam. Ele começou sua carreira como médico. Naquela época ele ainda não era um alquimista.
Ele se casou 20 de maio de 1658 com Johanna Pels. O casal teve três filhos, dois filhos Jean Claude Adrien e Johannes Josephus, e uma filha Elizabeth Baldina.
Em 27 de dezembro de 1666 Schweitzer recebeu a visita de um seguidor da misteriosa alquimia, que se identificou como o proprietário da Pedra Filosofal. Em 1667, foi publicado sob o título vitulus Aureus um relatório detalhado, que foi reimpresso várias vezes e adotado em compilações alquímicas. Suas obras literárias foram usadas por alguns alquimistas. 
Ele introduziu o uso medicinal de ipecacuanha, planta originária da América do Sul, para curar disenteria que mais tarde vendeu exclusivamente para Luis XIV, mas o segredo ele entregou ao governo francês, que publicou a fórmula em 1688.
Helvétius morreu no dia 29 de agosto de 1709 em Haia (República Holandesa).
Seu filho Jean Claude Adrien também era médico e mudou-se para Paris, onde se tornou o médico pessoal da rainha Maria Leszczyńska superintendente da Casa da Rainha. Ele continuou o tratamento farmacológico em Paris.
Um de seus netos foi o filósofo francês Claude-Adrien Schweitzer, que compartilhou o apelido de "Helvécio" com seu avô paterno.

## Principais obras
- Xistus Herbarum, passeio engraçado [pelo mundo] das ervas. Samuel Broun, Heidelberg 1661.
- Vitulus Aureos Qvem Mundus Adorat Et Orat. Ou: Um muito curioso tratado no qual a obra rara e maravilhosa da natureza é levada a cabo em transformação destas histórias de metal. Como, em um momento, toda a natureza, com a ajuda da pedra filosofal, produz o melhor do ouro que já tenha sido usado... 1705